# Ürümqi, Ürümqi
Ürümqi är ett härad som lyder under regionhuvudstadenstaden med samma namn i Xinjiang-regionen i nordvästra Kina.
1. ↑  http://www.geohive.com/cntry/CN-62_ext.aspx